# Ромашки (Мядельський район)
Ромашки (біл. вёска Рамашкі) — село в складі Мядельського району Мінської області, Білорусь. Село підпорядковане Слобідзькій сільській раді, розташоване в північній частині області.